# بلو جکت (کشتی تندرو)
بلو جکت (کشتی تندرو) (به انگلیسی: Blue Jacket (clipper)) یک کشتی است. این کشتی در سال ۱۸۵۴ ساخته شد.